# Savino Mosca
Savino Mosca (Roma, 1º maggio 1925 – ...) è stato un calciatore italiano, di ruolo mezzala.

## Carriera
Debutta in Serie B con il Perugia nella stagione 1946-1947, disputando con gli umbri due campionati cadetti per un totale di 62 presenze e 15 gol.
Nel 1948 passa al Lecce dove gioca per un altro anno in Serie B per un totale di 35 presenze e 5 reti, e per due anni in Serie C.
Nel 1951-1952 è ancora in Serie C vestendo la maglia del Mantova; milita poi in IV Serie con Chinotto Neri e Foligno.